# 虔誠者路易
虔誠者路易，即路易一世（法语：Louis Ier，778年4月16日—840年6月20日），法蘭克王國國王（814年1月28日－840年6月20日在位），从813年起与父亲查理大帝共治，他同时也是自781年起的阿基坦国王。作为查理大帝与赫德嘉唯一存活的儿子，他在父亲于814年去世后成为法兰克王国的唯一统治者，除了833-834年被废黜的短暂时间外，他保持着对法兰克王国的统治，直至其去世为止。
在他统治阿基坦期间，路易负责保卫王国的西南边境。他于801年从穆斯林手中夺取了巴塞罗那，并于812年宣称了法兰克人对潘普洛纳和比利牛斯山以南的巴斯克人的统治权。他让他的3位已成年儿子：洛泰尔、丕平、路易参与王国的管理，并试图在他们之间创建一个合适的划分王国领土的方案。他统治的第一个10年被认为是悲剧性而让人尴尬的，尤其是他对侄子意大利的伯纳德的残酷对待，路易为此以公开忏悔的方式赎罪。
830年代，路易与儿子们发起的内战将王国撕裂，路易试图将他与第二任妻子所生的儿子查理也纳入到继承计划中，这更加剧了纷争。虽然他的统治在最高点结束，王国的秩序也基本得到恢复，但随之而来的是3年内战。虔誠者路易通常与他的父亲对比，尽管他在任期间所面临的问题截然不同。

## 早年及统治阿基坦时期
根据艾因哈德及一位匿名的编年史作者（Astronomus），路易在普瓦图地区沙斯讷伊的罗马别墅出生时，他的父亲查理大帝正在西班牙征战，他是查理大帝与赫德嘉的第3个儿子。
781年，查理大帝平定阿基坦後，讓时年3岁的路易擔任阿基坦的國王。次年，路易在摄政者的陪同下被送至阿基坦。在与怀法尔（Waiofar）及随后的亨纳德二世（Hunald II）领导下的阿基坦人和巴斯克人进行的惨烈战争，并最终导致隆塞斯瓦耶斯隘口战役后，查理大帝为了保卫自己王国的边界而建立了这个小王国。查理大帝希望路易在这片将由他统治的区域长大，然而785年，由于担心路易可能被阿基坦当地的风俗影响，查理大帝与法斯特拉达（Fastrada）再婚后将路易带回。路易穿着与其他年轻人一样的巴斯克服装在萨克森出席了帕德博恩委员会，这可能在图卢兹给人留下了很好的印象，因为加斯科涅的巴斯克人是阿基坦军队的重要支柱。
794年，查理大帝将4幢高卢-罗马时期的别墅给了路易，轮流作为冬季住所，4幢分别位于杜埃拉方丹、埃布勒伊、昂雅克沙朗特和普瓦图地区沙斯讷伊。查理大帝的意图是让他的儿子们在他们即将统治的领土上在当地人的环境下成长，穿着本地区的民族服装并以当地的习俗看管。因此这些孩子在年幼时就被送至他们各自的区域中。这些边疆区（王国外围的公国）在抵御外部威胁方面发挥了重要作用。路易统治了西班牙邊疆區，797年，在西班牙边疆区中最大的城市巴塞罗那，当地的总督萨敦·阿尔·鲁亚尼（Sa'dun al Ruayni）反抗科尔多瓦酋长国失败后，将城市交给了法兰克人。倭马亚哈里发国于799年将其夺回，然而，路易集结了整个王国的军队，包括加斯科涅的公爵桑乔一世（Sancho I of Gascony）、普罗旺斯的莱堡（Leibulf of Provence）以及贝拉（Bera）领导的西哥特人越过比利牛斯山并将巴塞罗那围困了2年，于800-801年在此过冬，直到其投降为止。791年，当路易14岁时被正式授予了盔甲，然而他并没有从中央权力中获得独立，因查理大帝派遣他们进行遥远的军事远征以灌输给他们帝国统一的概念。路易与其兄弟丕平至少参与了一次在南意大利对贝内文托公爵格里摩尔德（Grimoald）的讨伐。

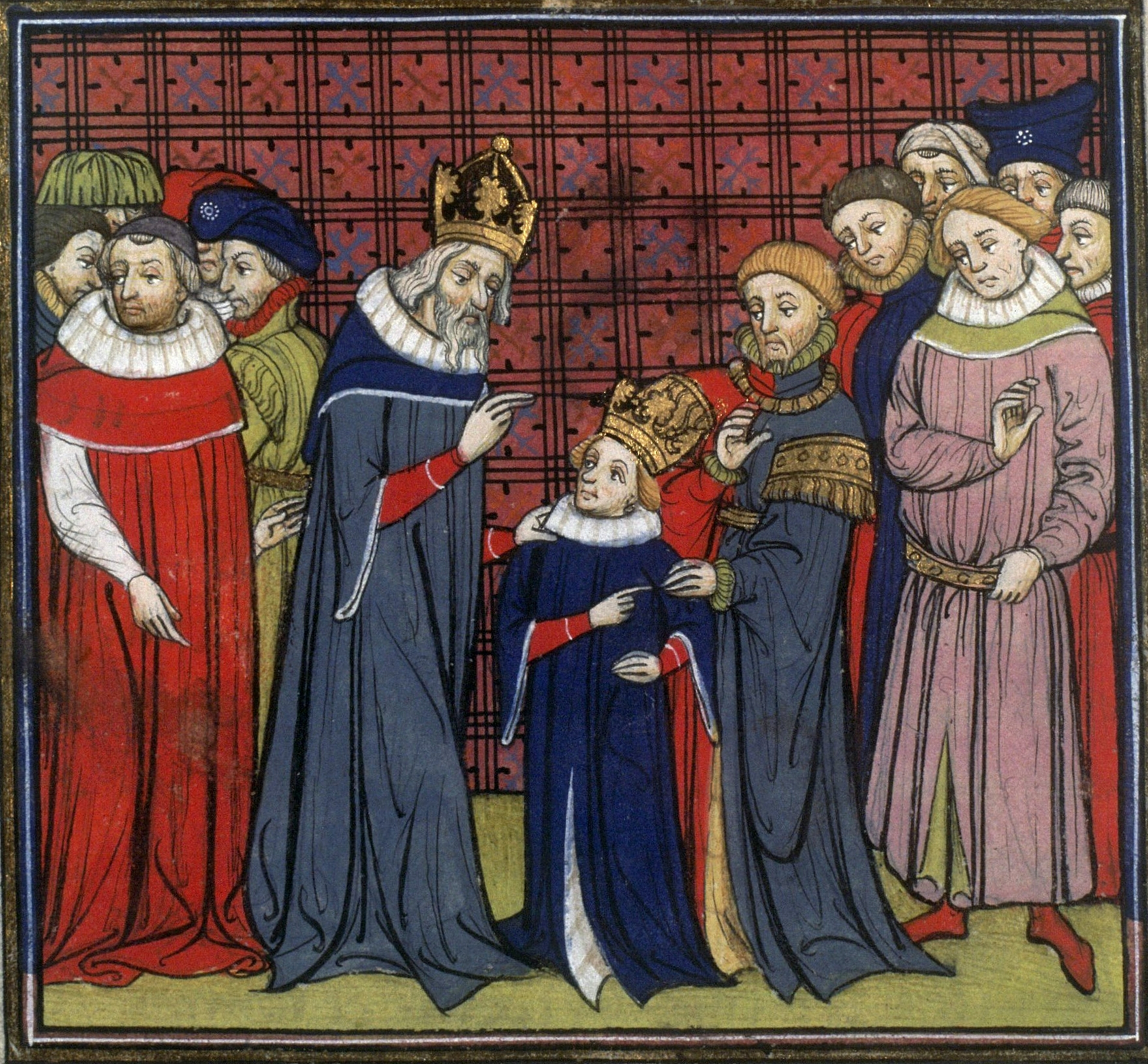
查理大帝与虔誠者路易

路易是查理大帝3位活到成年的嫡子之一，他的双胞胎兄弟洛泰尔在幼年时死去。根据法兰克人传统的分割继承制，路易期望与他的兄弟青年查理以及意大利的丕平分享查理大帝的遗产。在806年颁布的王国的分配（Divisio Regnorum）中，查理大帝指定青年查理作为他的继承人以及国王，统治法兰克心脏地带的纽斯特利亚和奥斯特拉西亚；同时给予意大利的丕平鐵王冠，将征服的伦巴底王国分配给他；而对路易，除了已被其统治的阿基坦外，查理大帝还给予塞普提曼尼亚、普罗旺斯以及勃艮第的一部分。然而路易的两个兄弟丕平和查理分别于810年811年去世，于是813年，路易在亚琛被加冕皇帝，与已经身体不适的查理大帝共治。当查理大帝于814年去世后，他继承了整个加洛林帝国并继承了除意大利王国外的所有财产（意大利王国于813年被查理大帝授予意大利的丕平的私生子伯纳德）。

## 统治法兰克时期
路易在位于安茹杜埃拉方丹的别墅中得知了他父亲的死讯后，第一时间赶到亚琛自封为王，在场的贵族们高呼路易国王万岁（拉丁文：Vivat Imperator Ludovicus）。但軟弱的路易沒有其父的巨大威望，也沒有足夠的軍事政治能力。
在双方都充满着怀疑和焦虑的氛围中，虔诚者路易来到亚琛的王宫，他的第一项举措就是将他认为不受欢迎的人清除出王宫，他销毁了与旧日耳曼的异教相关的标志物及文字记载，哪怕是自己父亲查理大帝收集的也不例外。此后他进一步将王宫中他认为道德败坏者驱逐，其中包括自己的一些亲戚。他很快将自己未婚的姐妹（包括同父异母）和侄女送至女修道院来防止任何未来可能威胁他统治的男性亲属的出现，除了同父异母的私生子德罗戈（Drogo）、休（Hugh）以及西奥多里克（Theoderic）之外，他还强迫父亲的兄弟科尔比的阿达拉德（Adalard of Corbie）和瓦拉（Wala，即便其最初很忠诚）剃发，并将其分别流放到努瓦尔穆捷岛和科尔比的修道院。
虔诚者路易将塞普提曼尼亚的伯纳德（Bernard of Septimania）和兰斯主教埃博（Ebbo）任命为自己的首席顾问，后者曾为农奴，被虔诚者路易提拔进王宫，然而此后背叛了他。他保留了其父亲的一些大臣，如特里尔的圣马克西姆修道院院长伊利萨查（Elisachar），以及科隆总主教希尔德博尔德（Hildebold），此后他用众多修道院的院长伊尔杜安替换了伊利萨查。
虔诚者路易同时还雇佣了一位塞普提曼尼亚的西哥特人，阿尼昂的本尼迪克特（Benedict of Aniane），将其任命为在亚琛新建立的因登修道院（Inden Monastery）院长，并让其对法兰克教会进行改革。本尼迪克特的重要改革之一是确保虔诚者路易统治王国境内的宗教集体都遵守《聖本篤準則》。自虔诚者路易统治伊始，就在铸币上使用模仿其父亲查理大帝的肖像，来给予其帝王权威的形象。公元816年，教宗良三世的继任者斯德望四世拜访了兰斯并于10月5日再次为虔诚者路易加冕。

### 帝国诏令
早在815年，虔诚者路易就让两个最大的儿子在王国内担任要职：让洛泰尔和丕平分别去掌管巴伐利亚和阿基坦，即便此时未授予他们王室头衔。
公元817年4月9日，濯足节当天，虔诚者路易与一些王室随从在经过亚琛主教座堂通往亚琛王宫的木质画廊时，画廊发生垮塌，砸死了随从中的不少人，虔诚者路易虽逃过一劫但感受到了临近死亡的危险，遂开始规划自己的继任计划。三个月后，在亚琛王宫及神职人员的批准下，他颁布了共18章的《帝国诏令》（Ordinatio Imperii），其中制定了有序的王朝继承方案。“Ordinatio Imperii”这一词语是现代（19世纪）创造出来的，在现存的唯一手稿中，这项诏令被称作“divisio imperii”（帝国的分配）。
在《帝国诏令》中，路易依照法蘭克的傳統，將帝國一分為三，分給他的三個兒子：
- 長子洛泰尔一世在亚琛被父亲加冕为共治皇帝，他被承诺获得大多数法兰克国土的继承权，并统领他的兄弟们。
- 次子丕平一世得到阿基坦公国，其领土同时还包括加斯科涅公國、图卢兹伯国、卡尔卡松伯国（英语：County of Carcassonne）、欧坦、阿瓦隆以及讷韦尔。
- 幼子日耳曼人路易分到巴伐利亚公国以及邻近的边疆区。

如果其中一位从属国王去世，他的领土将由其子嗣继承；如果其没有子嗣，那么洛泰尔一世将继承其领土；如果洛泰尔一世在没有子嗣的情况下去世，那么公众将选择虔诚者路易其余较年轻儿子中的其中一位来取代他的地位。最重要的是，帝国不会分裂：国王将凌驾于从属国王之上，其必须服从国王的命令。
通过这样的解决方案，虔诚者路易试图在神职人员的支持下将帝国统一的意识集中起来，同时给所有的儿子提供一定的地位。他并没有平等地让儿子们继承头衔和领土，而让长子洛泰尔一世统领其余更年轻儿子，并将帝国领土的一大部分给了他。
由于诏令中没有与意大利的伯纳德相关的条款，他立即开始密谋反抗。而当虔诚者路易试图修改诏令，以便让自己与第二任妻子巴伐利亚的朱迪丝所生的儿子秃头查理也继承一部分领土时，他的另外3个儿子都拒绝接受。诏令中对子嗣中继承的偏向性也没有做更改。這次分封同时也引起了各地封建主不滿。在亞琛召開的一次民眾大會上，路易的堂兄弟瓦拉把國家的一切混亂都歸罪於路易，他公開指責道：“你就是罪魁禍首。”。

### 伯纳德的反抗
《帝国诏令》使得作为时任意大利国王的伯纳德处在了不确定和次要的状态下，于是他密谋寻取独立。当虔诚者路易听闻此事后，他立即带领军队来到了意大利，直抵索恩河畔沙隆。被路易国王的迅速行动恐吓的伯纳德接受了他的邀请，来到了沙隆与他会面并向他投降。他被路易国王带到了亚琛，在此他被审判并以叛国罪判处死刑，路易将其减刑为致盲并即刻执行，然而伯纳德并没有经受住这一折磨，两天后在痛苦中死去。其余的受害者还包括狄奥多尔夫（Theodulf），其被指控支持了伯纳德的反抗，被关入修道院的监狱，随后很快死去（有传言称其被下毒致死）。作为虔诚者路易的侄子，意大利的伯纳德的这一悲惨结局深刻地烙印在路易的余生中。

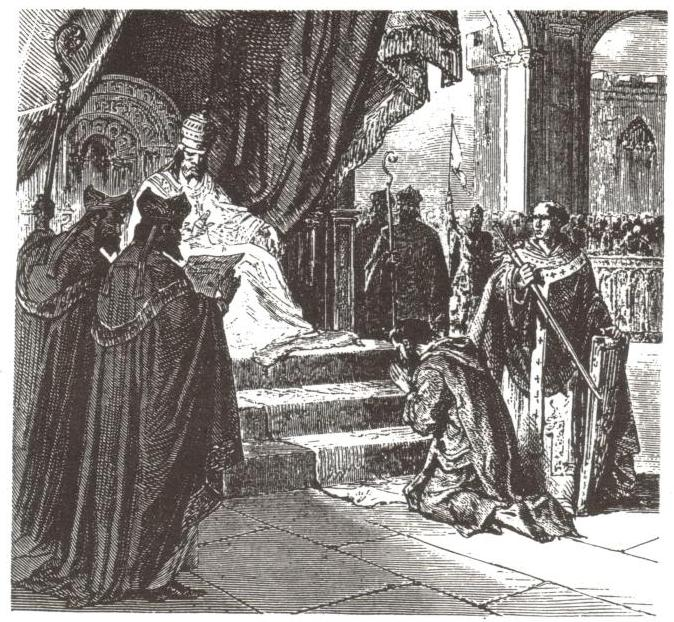
822年虔誠者路易在阿蒂尼忏悔

822年，作为一名虔诚的教徒，路易国王在阿登的阿蒂尼，在教宗巴斯加一世面前表示了对伯纳德之死的忏悔，同时由神职人员与贵族组成的会议以达成路易国王与被他关押在修道院的三位同父异母兄弟（德罗戈、休、西奥多里克）的和解，其中德罗戈被任命为梅斯主教；休被任命为圣康坦修道院院长。这一部分模仿罗马帝国皇帝狄奥多西一世的忏悔举动，同时还由于路易当众列举了一些世俗统治者完全察觉不到的小罪行，降低了他作为法兰克统治者的威望。同时他犯了一个严重错误，将阿达拉德和瓦拉从修道院的监禁中释放了出来，让前者在洛泰尔一世的宫廷中担任要职而让后者提拔进自己的宫廷中。

### 边境冲突
当虔诚者路易开始他的统治时，居住在法兰克王国边疆地区的丹人、奥博德里人、斯洛文尼亚人、布列塔尼人、巴斯克人依旧敬畏法兰克王权，不敢挑起任何冲突。然而在816年，索布人发动叛变，奥博德里联盟统治者斯拉沃米尔（Slavomir）快速跟进，但他在818年被法兰克人活捉后被其人民抛弃，塞德拉格（Ceadrag）接替了他的位置。随后塞德拉格与丹人联合反抗法兰克人，在短时间内成为法兰克王国的最大威胁。
斯拉夫人在王国东南部造成的威胁更加险峻，潘诺尼亚公爵柳德维特（Ljudevit）开始骚扰位于德拉瓦河和萨瓦河的边界，弗留利藩侯卡多拉（Cadolah）被任命前去平叛，但他在征战中死去，820年斯洛文尼亚人入侵了他的边疆区。821年，达尔马提亚公爵博尔纳组建了一个联盟，同年柳德维特被平叛。824年，保加利亚北部的几个斯拉夫部落承认了虔诚者路易的宗主地位，但由于路易拒绝与保加利亚统治者奥莫尔塔格和平解决此事，827年保加利亚在潘诺尼亚攻打了法兰克人并重新夺回了他们的领土。
在王国的最南端，虔诚者路易需要控制查理大帝从未征服过的贝内文托公国，他从贝内文托亲王格里摩尔德四世（Grimoald IV）和贝内文托的西科（Sico of Benevento）获得承诺，但并没有产生实际效果。
在西南边境处，当虔诚者路易在约812年跨越比利牛斯山西部解决了潘普洛纳的问题，带领远征军回到北方时，由于虔诚者路易预防性地带着人质，从而侥幸躲过了巴斯克人在隆塞斯瓦耶斯隘口的伏击。加斯科涅公爵塞金一世（Seguin I）于816年被虔诚者路易废黜，原因可能是未能镇压或者参与密谋了巴斯克人在比利牛斯山西南部发起的叛乱，这引发了巴斯克人的再次起义并最终在达克斯被虔诚者路易镇压。卢普斯三世（Lupus III）取代了塞金一世的爵位，但在818年再次被国王剥夺。820年，一场在基耶尔济召开的集会决定派远征军去攻打科尔多瓦酋长国，但由于负责的伯爵们，包括图尔伯爵雨果（Hugh of Tours）、奥尔良伯爵马特弗里德（Matfrid）行动迟缓，使得远征没有被执行。

## 内战时期

### 第一次内战

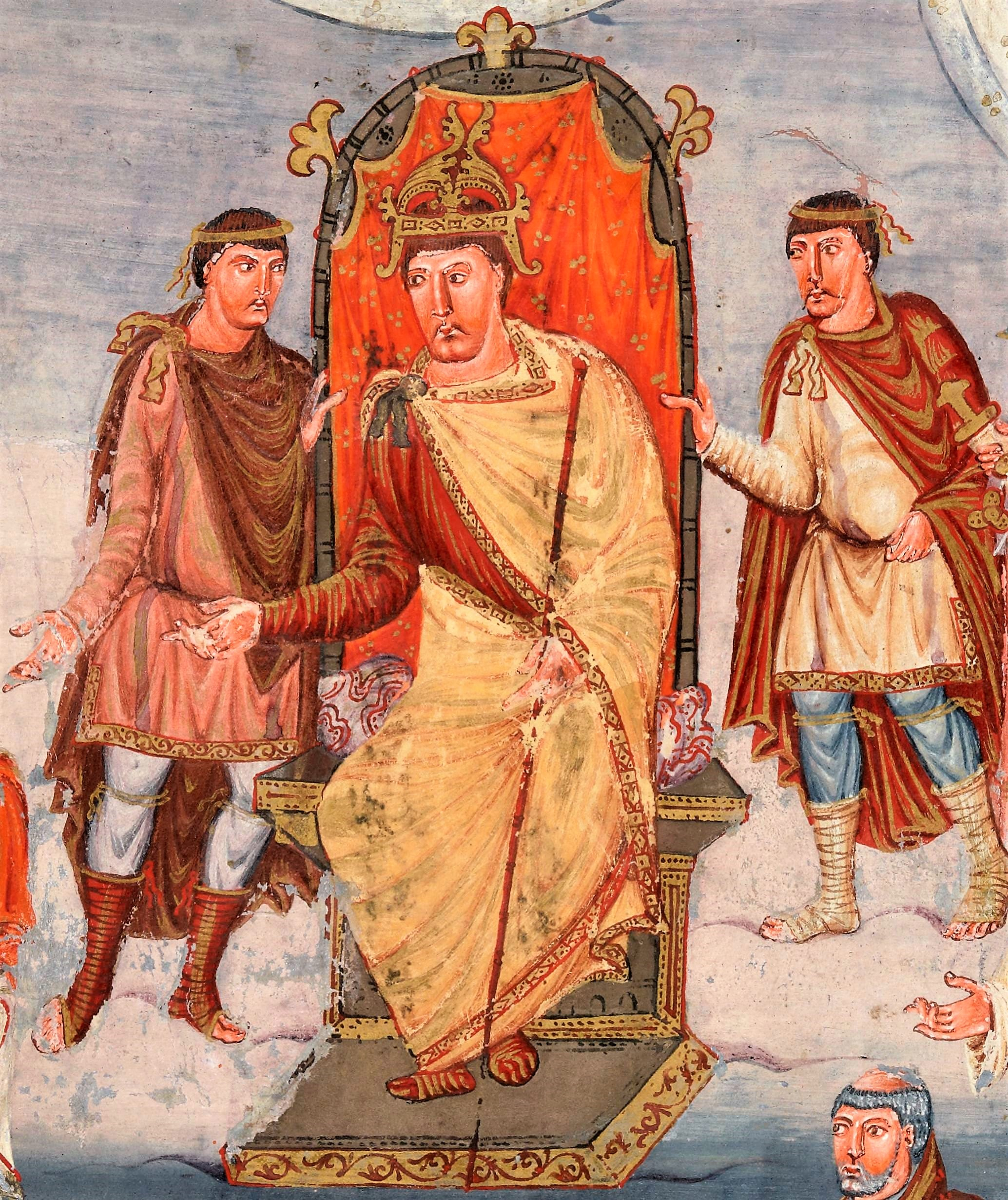
虔誠者路易的儿子秃头查理，约845年秃头查理的一号圣经中的插画

818年，当虔诚者路易结束了在布列塔尼的征战回到亚琛后，得知了自己妻子埃斯拜的埃芒加德（埃斯拜公爵英格曼（Ingerman）的女儿）的死讯，她曾参与政策决定，并与虔诚者路易很亲近，传言她对她参与了对侄子伯纳德的迫害，这使得路易相信她的死是对此事的神罚。路易朝臣和顾问的花了几个月的时间说服他再婚，最终他于820年迎娶了韦尔夫（Welf）的女儿巴伐利亚的朱迪丝，823年朱迪丝诞下了他们的儿子，取名查理（即秃头查理）。
查理的诞生破坏了《帝国诏令》，虔诚者路易试图重分其帝国，让他的第四个儿子查理获得分封，这遭到了几个大儿子的强烈反对，最终导致他在位的后二十年间王国处于内战状态。829年在沃尔姆斯，虔诚者路易将阿勒曼尼亚给予秃头查理，并将公爵或国王（历史学家对此意见不一）的头衔授予了他，由于这使得他的儿子，共治皇帝洛泰尔一世的继承领土变少，洛泰尔一世很快发动了反抗。
在复仇心切的瓦拉以及几个兄弟的配合下，洛泰尔一世指控继母朱迪丝与塞普提曼尼亚的伯纳德（Bernard of Septimania）通奸，甚至暗示伯纳德才是秃头查理真正的父亲，此时埃博和伊尔杜安已抛弃了国王，使得伯纳德在宫廷的地位比他们更高。里昂主教阿戈巴德（Agobard）和亚眠主教杰西（Jesse）同样反对王国的重新分配，并将主教的威望授予了反叛者。
830年，由于瓦拉坚称塞普提曼尼亚的伯纳德开始密谋反对他，丕平一世在纽斯特利亚权贵的支持下率领加斯科涅军队来到加斯科涅，一路攻至巴黎。在韦尔伯里，日耳曼人路易加入了他们。此时国王虔诚者路易刚从布列塔尼的另一次征战中返回，发现王国开始对自己发起战争。路易快速赶到了古老的皇室城镇贡比涅，随后很快被丕平一世的军队包围并被俘虏，朱迪丝被囚禁在普瓦捷，而伯纳德逃往巴塞罗那。
随后，洛泰尔一世带领着一支庞大的伦巴第军队出发，然而虔诚者路易已经答应了日耳曼人路易和丕平一世以分给他们更多的领土，使得两个儿子转向忠诚于父亲。831年，当洛泰尔一世在奥斯特拉西亚中心的奈梅亨召开领土总会议时，奥斯特拉西亚人和莱茵兰人带着一群武装的随从来到此地，迫使不忠的洛泰尔一世释放了他的父亲并跪倒在他脚下，洛泰尔一世被赦免，但被罢黜并流放到意大利。
丕平一世回到了阿基坦，而在被迫以庄严宣誓清白来羞辱自己之后，朱迪丝也回到了虔诚者路易的宫廷，只有瓦拉被残酷对待，其被流放到莱芒湖畔的一座隐蔽的修道院中。尽管伊尔杜安被流放到帕德博恩，伊利萨查和马特弗里德被剥夺了在北阿尔卑斯山的头衔，但他们依旧是自由之人。

### 第二次内战
下一次叛乱在两年后的832年出现，丕平一世被传唤到他父亲的宫廷，并在此被粗暴对待，于是他违背父亲的命令擅自离开了。由于立刻觉察到丕平一世可能会被其贵族怂恿反抗，虔诚者路易召集了他的所有军力来到阿基坦以预防当地出现叛乱，但日耳曼人路易获得了斯拉夫人军队的支持，在路易国王做出反应之前攻占了士瓦本公国。虔诚者路易再次分封了自己的帝国，在奥尔良，他宣布秃头查理为阿基坦国王，罢免了丕平一世（他对日耳曼人路易不那么苛刻），并恢复了洛泰尔一世此前分得的王国大部分领土，尽管他此时还未被卷入内战。然而洛泰尔一世想篡夺他父亲的权力，他的一直与丕平一世保持联系，并可能说服了后者和日耳曼人路易反抗，承诺将属于秃头查理的阿勒曼尼亚分给他。
得到教宗格列高列四世（洛泰尔一世曾在未经父亲支持的情况下允许他就任教宗）支持的洛泰尔一世在833年加入了叛乱。当虔诚者路易在沃尔姆斯集结军力时，洛泰尔一世开始向北进军。虔诚者路易同时向南进军，两军在科尔马附近的平原相遇，教宗额我略四世在此与虔诚者路易会面，并试图在其队伍中挑拨离间。很快路易国王军队中的大多数人不再支持他，他命令他剩余的追随者离开，表示“如果有人为了我而丢失了性命或四肢，那将是一件很让人遗憾的事”，主动退位的国王被带到苏瓦松的圣梅达德修道院，他的儿子秃头查理被送至普吕姆，皇后朱迪丝被送至托尔托纳。这一出包含不忠和虚伪的卑鄙表演使得这场遭遇战得到了谎言战场（德文：Lügenfeld，拉丁文：Campus Mendacii）的名号。
833年11月13日，埃博与阿戈巴德在苏瓦松的圣梅达德修道院主持了教会会议，期间虔诚者路易做了在位期间的第二次公开忏悔。路易到达教堂后忏悔仪式开始，路易承认其多次犯下的罪行，这些罪行中有近期的也有历史性的，同时包括对违反誓言的指控，破坏公共治安以及无法控制自己通奸的妻子朱迪丝。随后，他将自己的肩带和佩剑解下，扔到祭坛的底座上，通过主教强迫其接受判决。虔诚者路易的余生将以忏悔者的身份度过，从此不能任职。这次忏悔使得贵族内部分裂。匿名的传记作家Astronomus批评到整个事件的基础是上帝不会对所犯和所认的罪进行两次审判。洛泰尔一世的联盟得到了慷慨的补偿，埃博得到了圣瓦斯特修道院而丕平一世被允许保留其从父亲手中夺回的领土。
拉巴努斯·莫鲁斯、虔诚者路易同父异母的兄弟德罗戈和休、朱迪丝的妹妹艾玛（Hemma）以及日耳曼人路易的新任妻子，都在努力说服日耳曼人路易为了帝国的统一与父亲讲和。虔诚者路易在贡比涅遭到的羞辱使得奥斯特拉西亚和萨克森贵族反对洛泰尔一世，洛泰尔一世逃到了勃艮第，在索恩河畔沙隆与虔诚者路易的支持者发生冲突。次年，即834年，由於爭奪戰利品產生的不和，為對抗洛泰尔一世，日耳曼人路易和丕平一世于3月1日将虔诚者路易复位，禿頭查理也被釋放。
洛泰尔一世回到意大利后，瓦拉、杰西及马特弗里德都死于一场瘟疫。835年2月2日，在蒂永维尔的宫殿中，虔诚者路易主持了一场会议来处理一年前的事件。在这次被称为蒂永维尔教会会议的会议上，虔诚者路易重新穿上了祖先的服装及王冠，其象征着加洛林王朝的统治。此外，833年虔诚者路易所做的忏悔被正式撤销，主教埃博在正式承认犯下死罪后辞职，同时里昂主教阿戈巴德和纳博讷主教巴塞洛缪（Bartholmew）也被废黜。当年晚些时候，洛泰尔一世病倒了，事态又一次朝着有利于虔诚者路易的方向发展。
然而836年，虔诚者路易与丕平一世和日耳曼人路易恢复了关系，剥夺了洛泰尔一世除意大利王国以外的所有继承财产，并在克雷米约召开的会议上以新的分配条约把它交给了秃头查理。与此同时，维京人袭击并洗劫了乌得勒支和安特卫普。837年，他们沿着莱茵河顺流而上来到了奈梅亨，其首领罗里克（Rorik）要求对先前的远征中被法兰克杀害的自己的追随者进行赔偿。虔诚者路易召集了一大支军队向维京人进攻，迫使他们逃离此地，但随后他们还会继续骚扰王国的北部海岸。838年，维京人甚至宣布了对弗里斯兰的主权，不过在839年，他们就与法兰克人签订了一项合约。虔诚者路易下令建造一支北海舰队，将皇室检察官（Missus dominicus）派往弗里斯兰以在此建立法兰克的统治权。

### 第三次内战
837年，虔诚者路易将秃头查理任命为阿勒曼尼亚与勃艮第的国王，并将他的哥哥日耳曼人路易的一部分领土交给了他。日耳曼人路易立即反抗，虔诚者路易在基耶尔济重新分配了领土，将日耳曼人路易除巴伐利亚公国以外的领土都分给了秃头查理。然而虔诚者路易并没有到此为止，他对秃头查理的偏爱没有节制。当丕平一世于838年去世后，虔诚者路易宣布秃头查理为阿基坦国王，但当地贵族了丕平一世的儿子丕平二世。当虔诚者路易威胁入侵阿基坦时，他统治下的第三场内战爆发。839年春，日耳曼人路易入侵士瓦本，丕平二世和他的加斯科尼民众一直战斗到卢瓦尔河，同时维京人回到并攻击弗里斯兰海岸（第二次洗劫多雷斯塔德）。
这使得洛泰尔一世很长时间以来第一次与父亲达成联盟，并在沃尔姆斯宣誓以换取对遗产的重新划分。在5月20日于沃尔姆斯召开的公共司法会议（拉丁文：Placitum）上，虔诚者路易将巴伐利亚公国分给日耳曼人路易并剥夺了丕平二世的继承权，使得帝国的剩余部分大致分为东部和西部。洛泰尔一世被给予选择权，他选择了继承东部领土，其包括意大利王国，而将西部留给了秃头查理。路易国王很快征服了阿基坦，并于840年在克莱蒙费朗让秃头查理获得了当地贵族和神职人员的承认。路易国王在最后的日子里攻入巴伐利亚，强迫日耳曼人路易进入潘诺尼亚边疆区（March of Pannonia）。此时，帝国如同他在沃尔姆斯宣布的那样平静下来了，他在7月回到了法兰克福，在当地解散了军队，标志着他统治时期的最后一场内战结束。

## 去世

《凡尔登条约》后一分为三的法兰克王国

虔诚者路易在完成最后的战役胜利不久后便病倒了，他回到了他在莱茵河畔英格尔海姆一个小岛上的夏季狩猎小屋中，840年6月20日，在众多主教和神职人员面前，虔诚者路易在他同父异母的兄弟德罗戈怀中去世，临终前他赦免了日耳曼人路易，宣布洛泰尔一世为国王，并托付他保护缺席的秃头查理和朱迪丝。
然而他存活的3个儿子又因领土纠纷而陷入又一场内战中，直到843年《凡爾登條約》签署，条约裡決定将法蘭克王國一分为三。西法兰克王国和东法兰克王国分别称为今日法国和德国的核心区域，包含勃艮第、低地国家疆域以及意大利王国的中法兰克王国只存活到了855年。阿基坦的争夺则持续到860年。
王國後來在855年的《普呂姆条约》、870年的《墨爾森條約》和880年的《里布蒙条约》中又再分裂成多個細小獨立國家，此後法蘭克再沒有被統一過。